# Elecciones estatales de Colima de 1939
Las elecciones estatales de Colima de 1939 se llevaron a cabo el domingo 6 de agosto de 1939 organizadas por los ayuntamientos del estado.
En ellas se renovó el cargo de gobernador de Colima, titular del poder ejecutivo estatal, electo para un periodo de seis años, no reelegibles en ningún caso. El candidato electo fue Pedro Torres Ortiz.

## Resultados electorales
|  | 87.2 % |

|  | 10.3 % |

|  | 2.3 % |

|  | 100.0 % |